# Siamoise
Pour les articles homonymes, voir Siamois.
La siamoise était le nom donné autrefois à des étoffes de fil et de coton fort communes, imitées de celles qu’on fabriquait au Siam. Ce nom tient son origine de ce que les ambassadeurs du Siam (dont Kosa Pan) en firent présent à Louis XIV.
D'après l'article de Louis de Jaucourt dans l’'Encyclopédie de Diderot et D'Alembert, c'est une : « étoffe mêlée de soie & de coton qu’on a vue la premiere fois en France, lorsque les ambassadeurs du roi de Siam y vinrent sous le regne de Louis XIV. Les siamoises de fil & de coton ont été plus heureuses ; il s’en fait toujours un assez grand commerce. Les unes sont à grandes, & les autres à petites raies de diverses couleurs ; leur largeur est de demi-aune, ou de près d’une aune : quelques-unes se savonnent ».

## Galerie

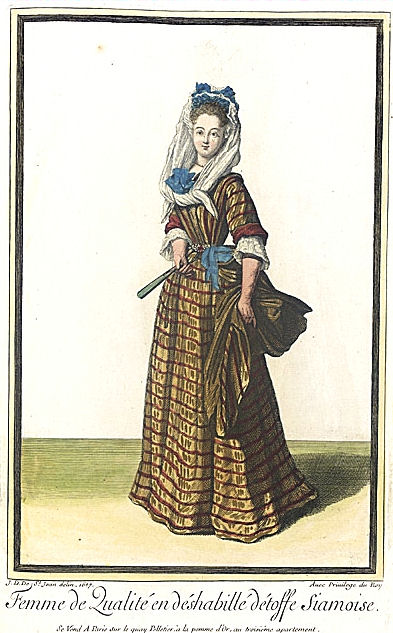
Femme de qualité en déshabillé d'étoffe Siamoise, Jean Dieu de Saint-Jean, Recueil des modes de la cour de France, 1687
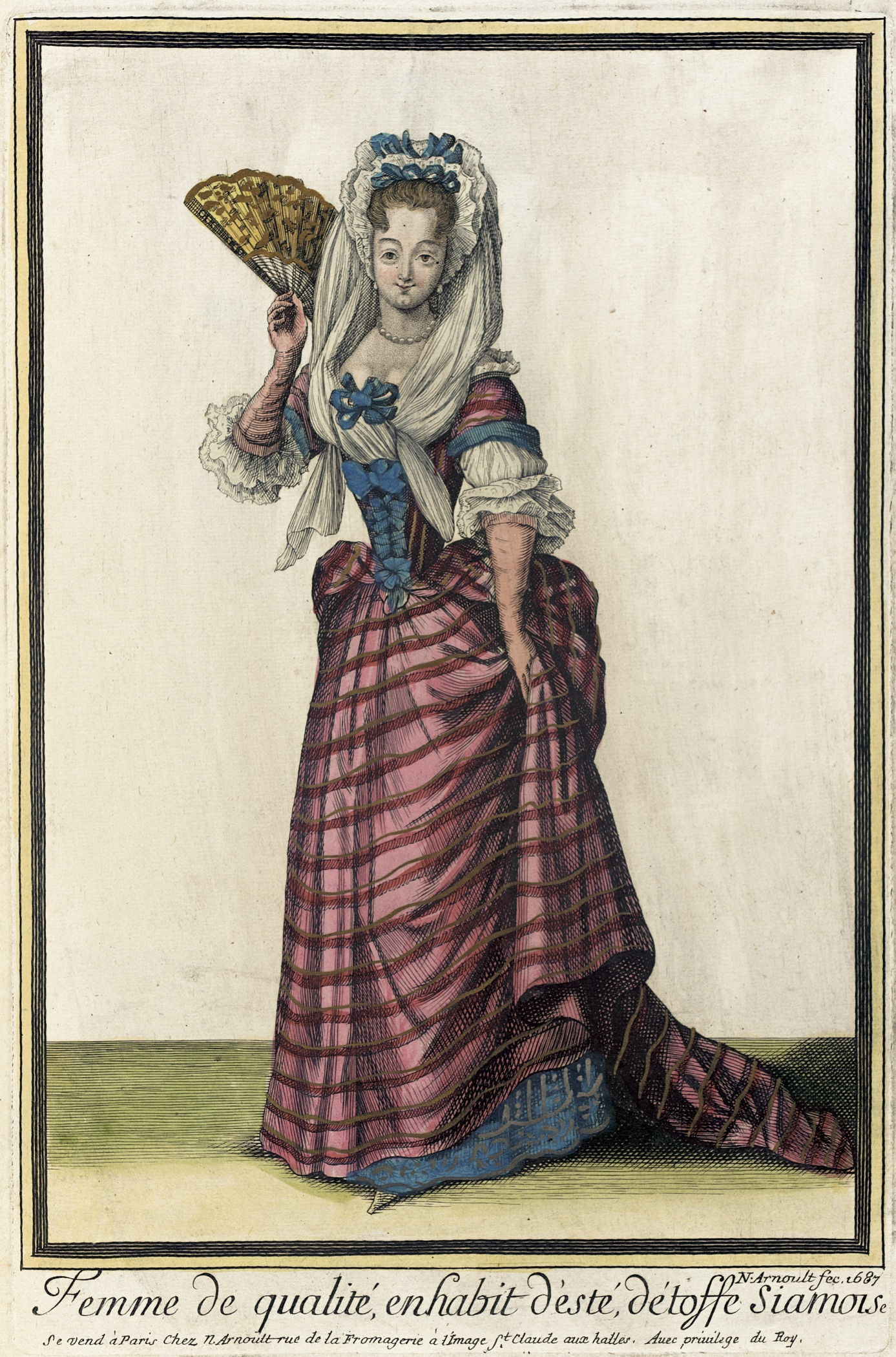
Femme de Qualité, en Habit d'Esté, Détoffe Siamoise, Nicolas Arnoult, Recueil des modes de la cour de France, 1687

Ce type de tissu était fabriqué par plusieurs manufactures dont celle de Meslay (Loir-et-Cher) sous le nom de "siamoise de Meslay" ou "siamoise de La Porte". Des échantillons sont conservés à la BNF.